# Fiodor Bruni
Pour les articles homonymes, voir Bruni.
Fiodor Antonovitch Bruni (en russe : Фёдор Антонович Бруни), né Fidelio Bruni le 10 juin 1799 à Milan en Italie et mort le 30 août 1875 (11 septembre dans le calendrier grégorien) à Saint-Pétersbourg en Russie, est un peintre italien ayant exercé dans l'Empire russe, représentant de la peinture académique.

## Biographie
Fiodor Bruni, ou Fedele Baroffio (Bruni) est issu d'une famille de langue italienne installée à Mendrisio, dans le canton du Tessin en Suisse. Il est le fils d'un peintre, Antonio Baroffio, qui l'a amené en Russie où il étudie à l'académie impériale des Beaux-Arts. Il étudie la peinture également en Italie, notamment à Rome. 

## Galerie d'images

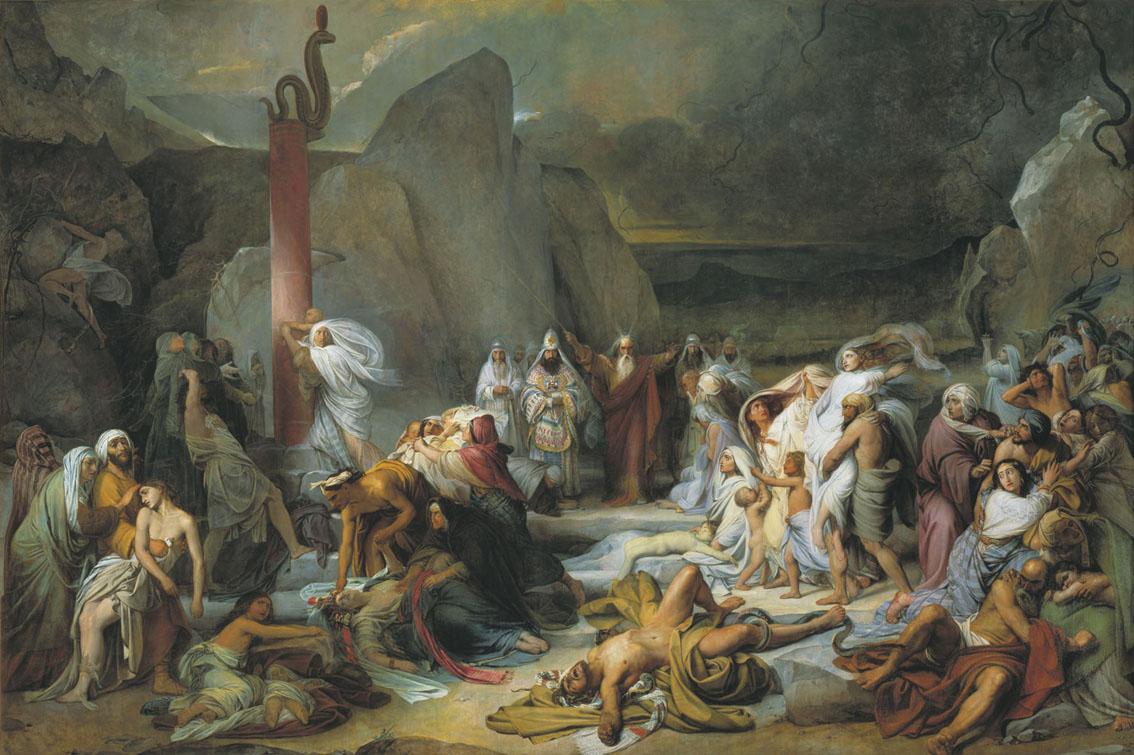
Moïse et le serpent d'airain.
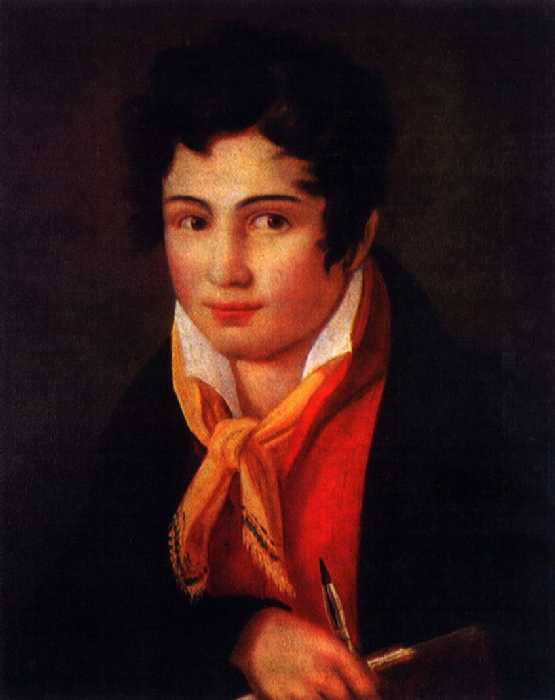
Autoportrait.
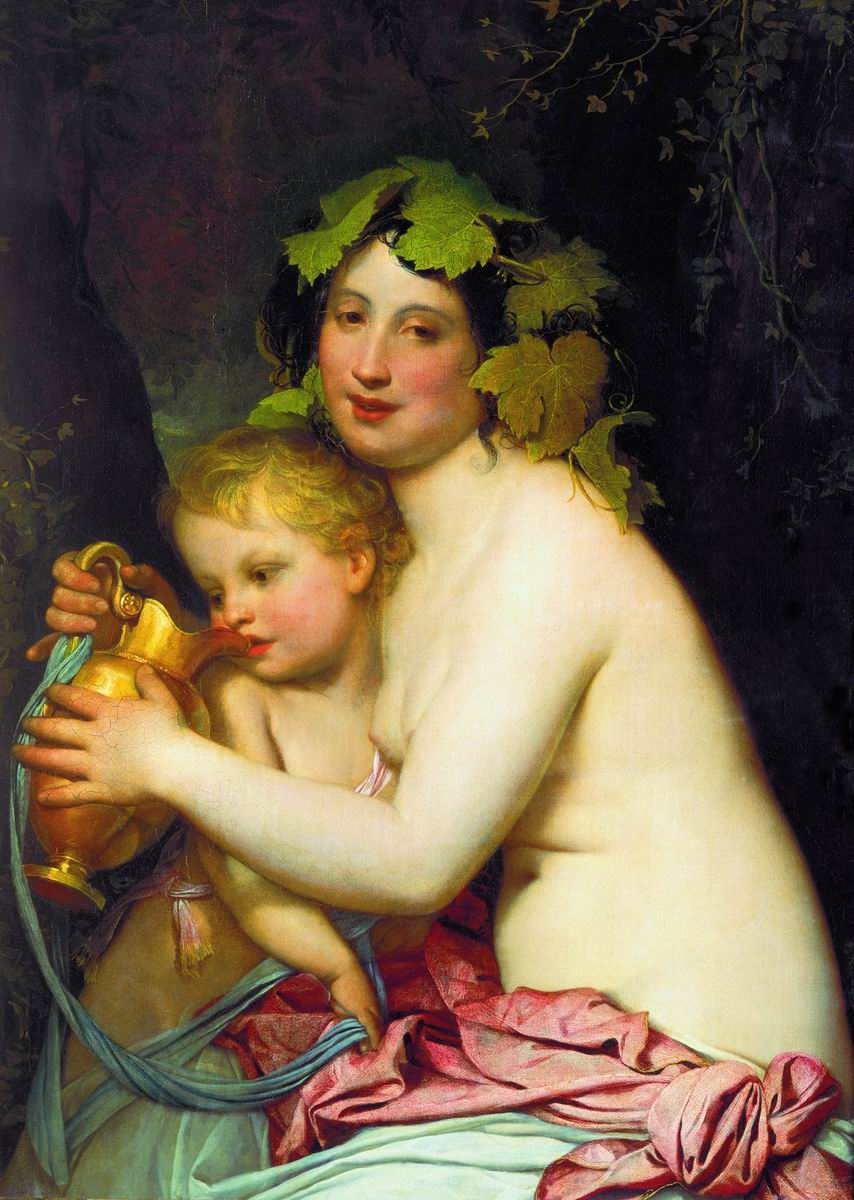
Bacchante donnant à boire du vin à Cupidon.
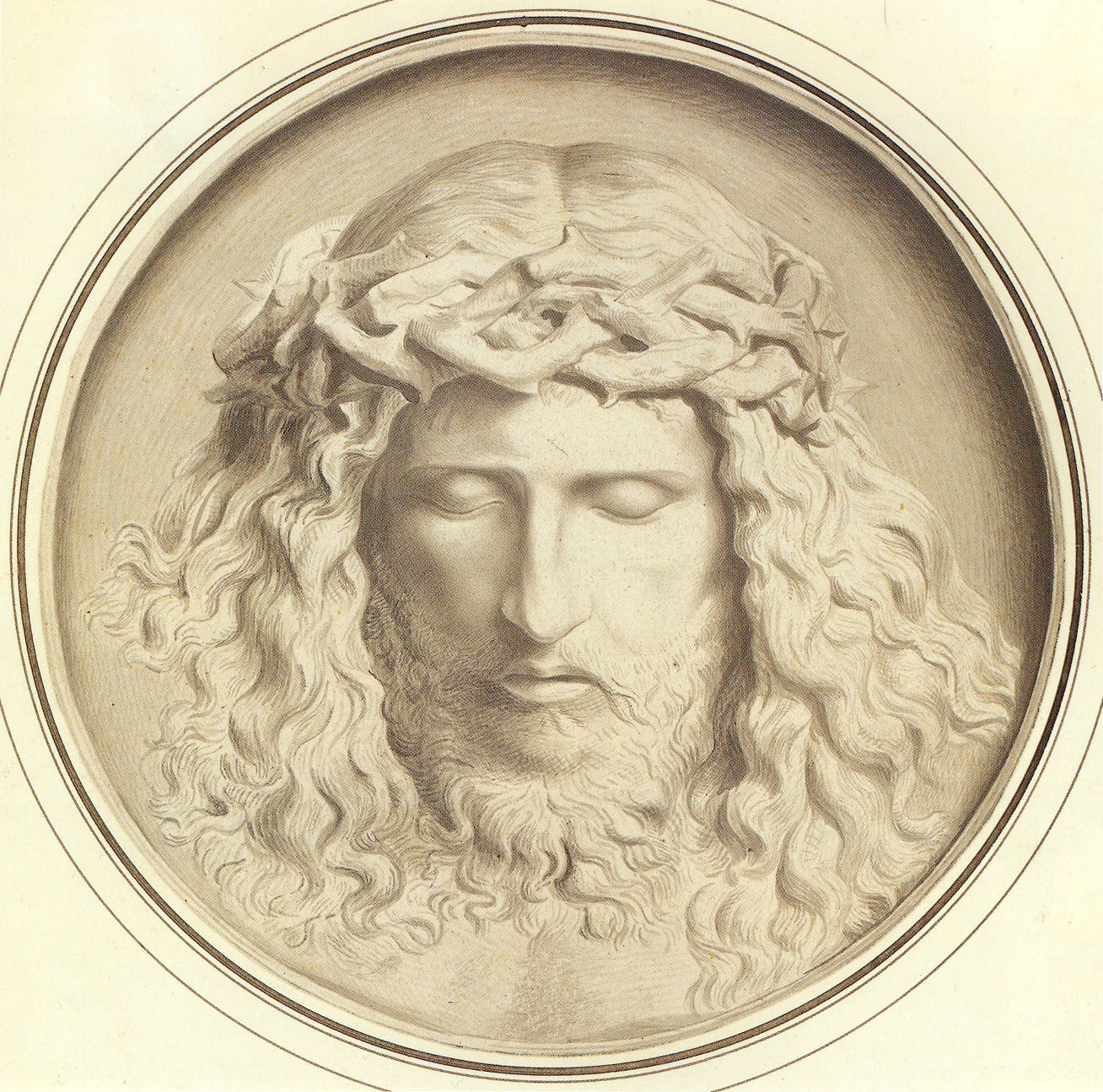
Christ.
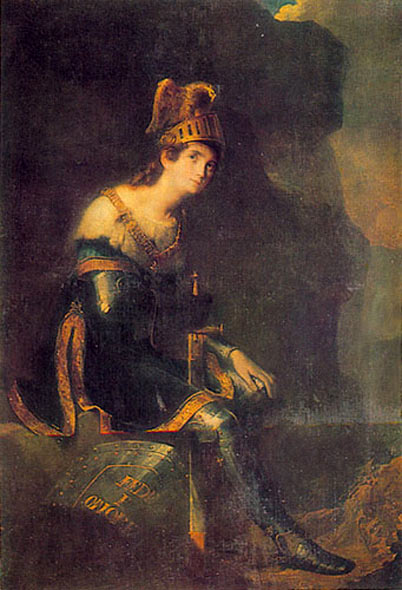
Princesse Z. Volkonskaïa en Tancrède.
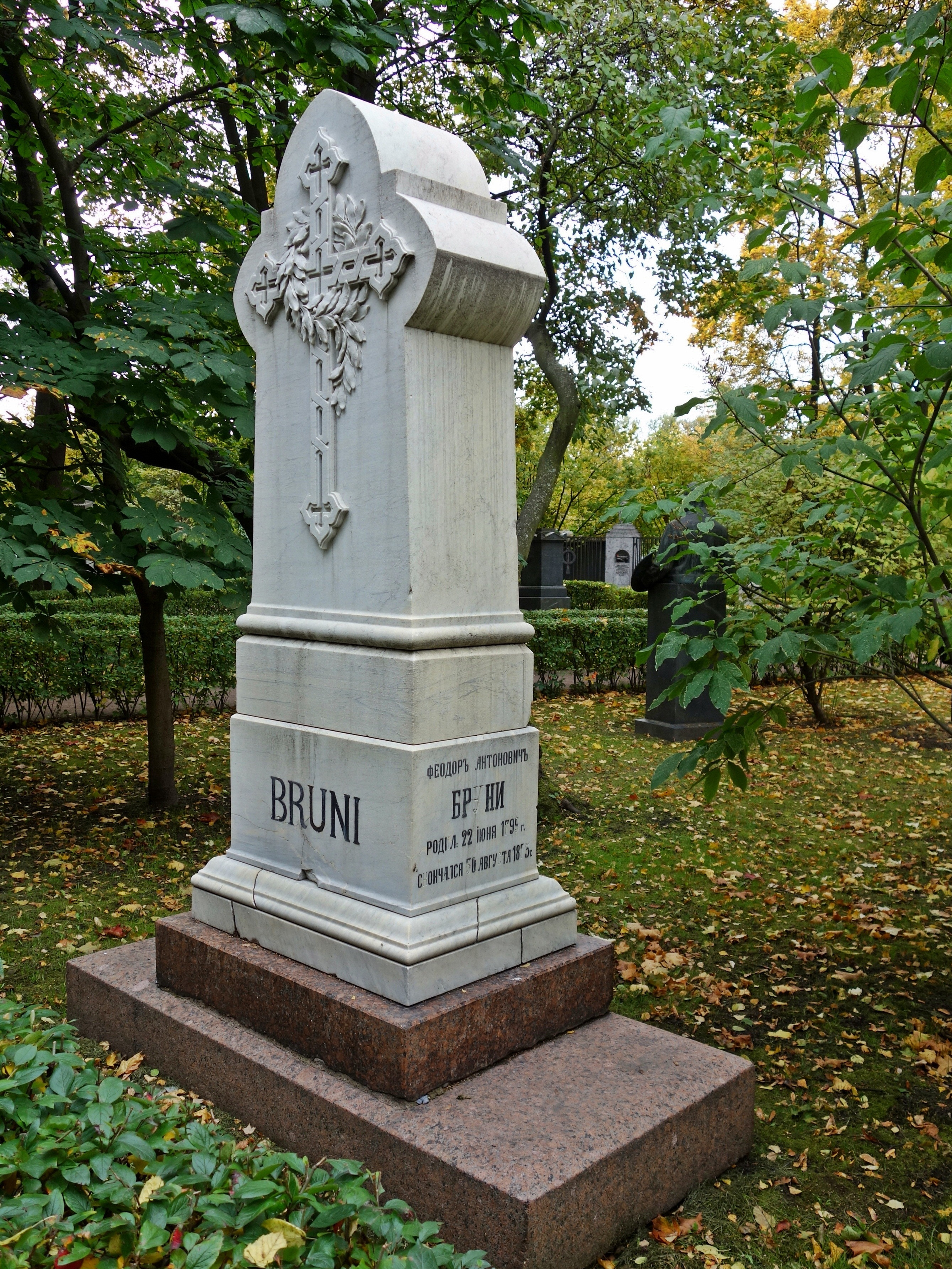
Tombeau de Bruni.